# Назар Стодоля (фільм, 1954)
«Назар Стодоля» — український радянський фільм-вистава, історична драма 1954 року випуску, відзнятий за виставою, що була поставлена за однойменною п'єсою Тараса Шевченка. Прем'єра фільму відбулася 8 травня 1955 року в Москві і, відповідно, 16 травня 1955 року його побачив Київ.

## Сюжет фільму
Гаряче полюбились красуня Галя і хоробрий козак Назар Стодоля. Але батько Галі, сотник Хома Кичатий, хоче видати дочку за старого, але багатого полковника. За сприяння свого вірного побратима, Гната, Назару вдається викрасти Галю і перемогти сотника в жорстокій сутичці. А, відтак, Назар і Галя вирушають на Запорозьку Січ починати нове життя…

## Акторський склад
- Микола Зимовець — Назар Стодоля
- Доміан Козачковський — Хома Кичатий
- Таїсія Литвиненко — Галя
- Анна (Ганна) Босенко — Стеха
- Олексій Давиденко — Гнат Карий
- Василь Яременко — кобзар
- Василь Сухицький — Прохор
- Фаїна Гаєнко — Мотовилиха
- Володимир Максименко — перший сват

## Творча група
- Сценарна розробка і постановка: Віктор Івченко
- Оператор-постановник: Сергій Ревенко
- Режисер: Григорій Чухрай
- Композитор: Петро Поляков
- «Вечорниці» (сл. і музика Петра Ніщинського) у виконанні «Державної заслуженої академічної капели „Думка“»
- Художники: декорації — Георгій Прокопець, костюми — Г. Самутіна, грим — А. Дубчак
- Звукооператор: Н. Авраменко
- Режисер монтажу: Ольга Кізимовська
- Комбіновані зйомки: оператор — Ірина Трегубова, художник — С. Старов
- Оркестр Міністерства культури УРСР, диригент — Петро Поляков
- Редактор: А. Самойленко
- Директор картини: Г. Смирнов